# Cherkasy Jazz Quintet
Cherkasy Jazz Quintet (укр. Черкаський джазовий квінтет) — український музичний гурт, створений джазовим музикантом Сергієм Крашенінніковим у 2003 році в  місті Черкаси. Виконує музику у стилі хард-боп.

## Історія
Учасники квінтету живуть і працюють у Черкасах. Стилістика квінтету — класичний хард-боп (hard-bop) 50-60-х років — Лі Морган (Lee Morgan), Горас Сільвер (Horace Silver), Фредді Габбард (Freddie Hubbard), а також обробки джазових стандартів у стилі хард-боп.
Cherkasy Jazz Quintet є учасником багатьох джазових фестивалів у Європі та майже всіх джазових фестивалів України. Квінтет постійно виступає з концертами в Україні.
Але головне — його учасники зосереджені на популяризації джазу на Черкащині. Лідер гурту, Сергій Крашенінніков, є організатором джазових фестивалів у Черкасах — «Джаз-Диліжанс» та «Черкаські джазові дні», а також концертів з відомими українськими та закордонними джазовими виконавцями

## Склад
- Валерій Кириченко — труба, флюгельгорн, соліст оркестру Черкаського академічного обласного українського музично-драматичного театру  імені Т. Г. Шевченка;[5]
- Микола Євпак — тенор-саксофон, Заслужений працівник культури України, викладач естрадно-джазового відділення Черкаського музичного коледжу ім. Гулака-Артемовського (клас саксофона);
- Олександр Шнайдер — контрабас, соліст Черкаського симфонічного та камерного оркестрів Черкаської обласної філармонії;
- Олександр Черкашин — ударні, викладач Черкаської музичної школи № 1 (клас ударних інструментів);
- Сергій Крашенінніков — фортепіано, Заслужений артист АР Крим, керівник колективу Cherkasy Jazz Quintet, джазовий ентузіаст (в минулому інженер-програміст).

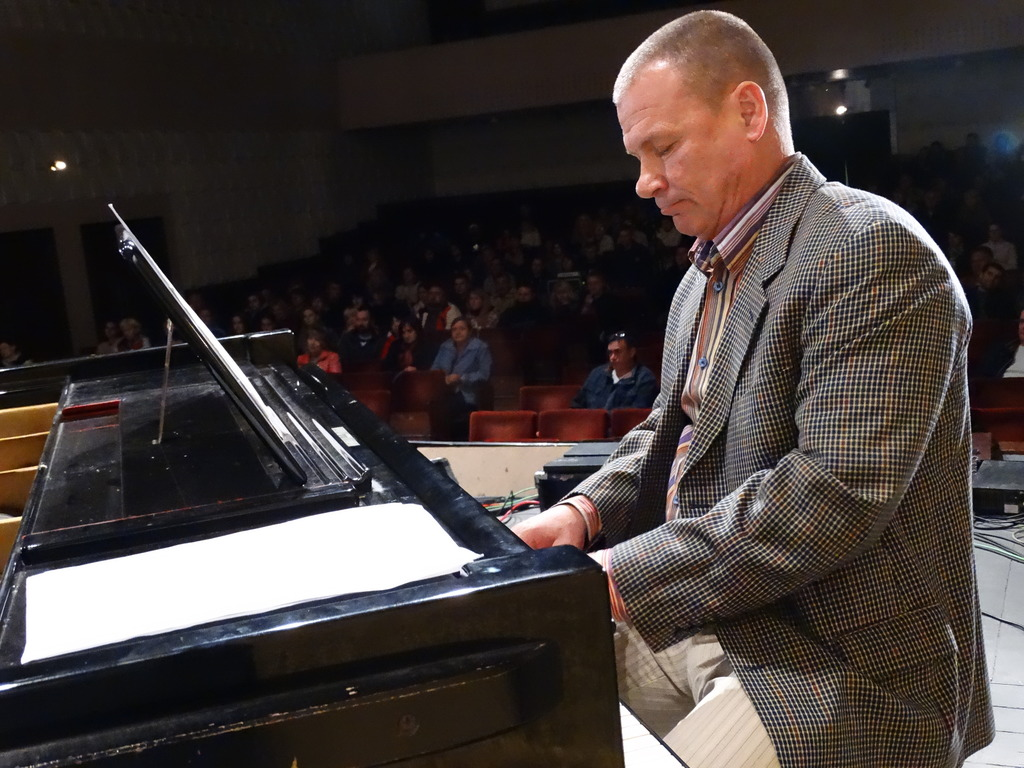
Сергій Крашенінніков
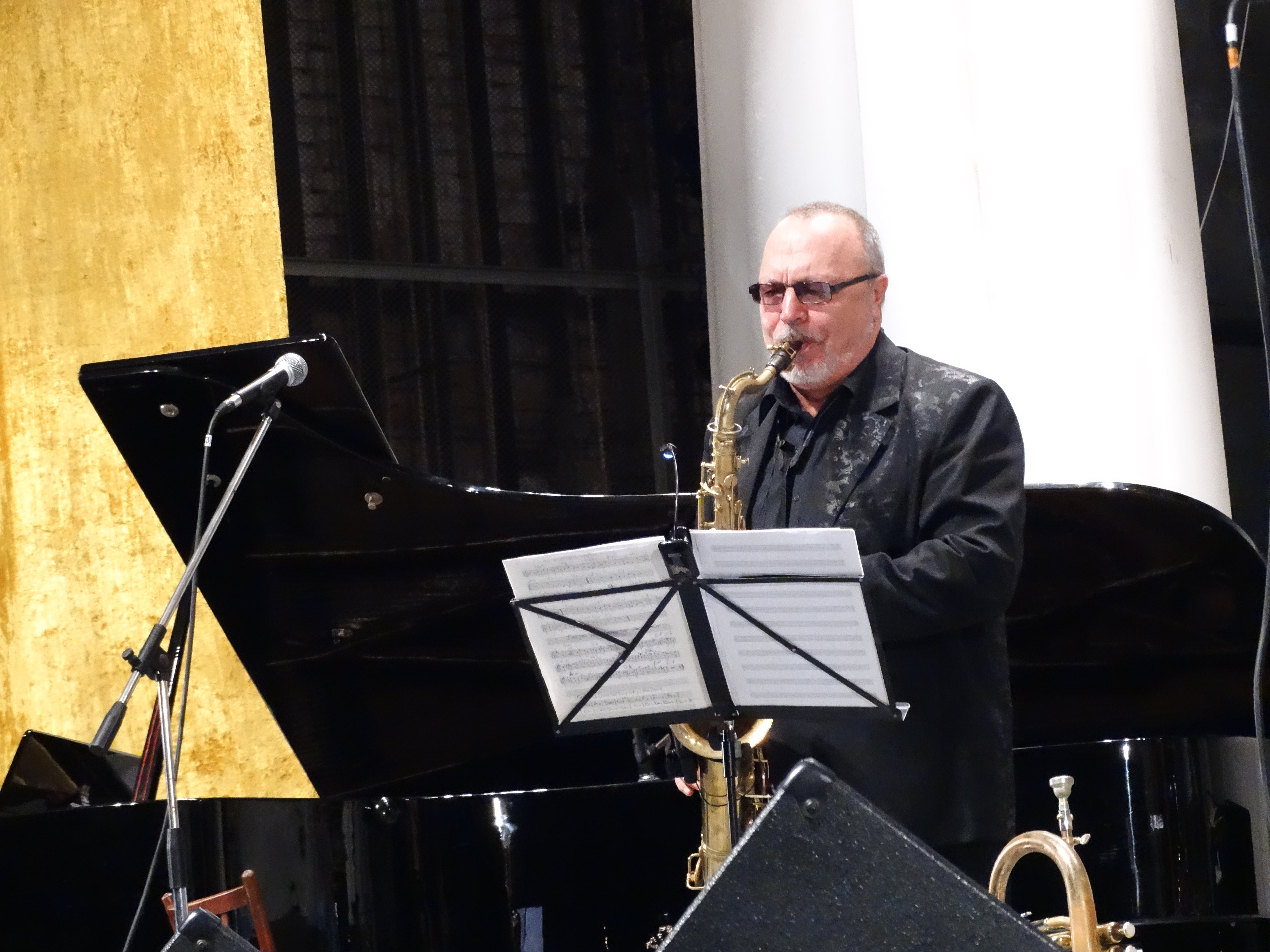
Микола Євпак
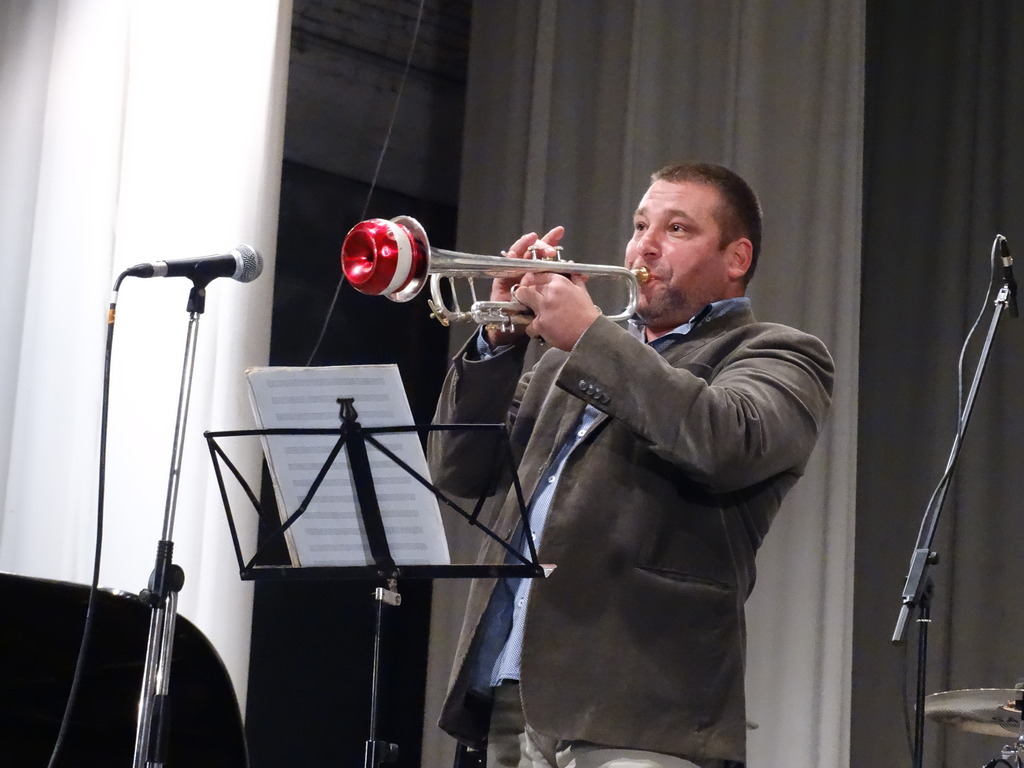
Валерій Кириченко
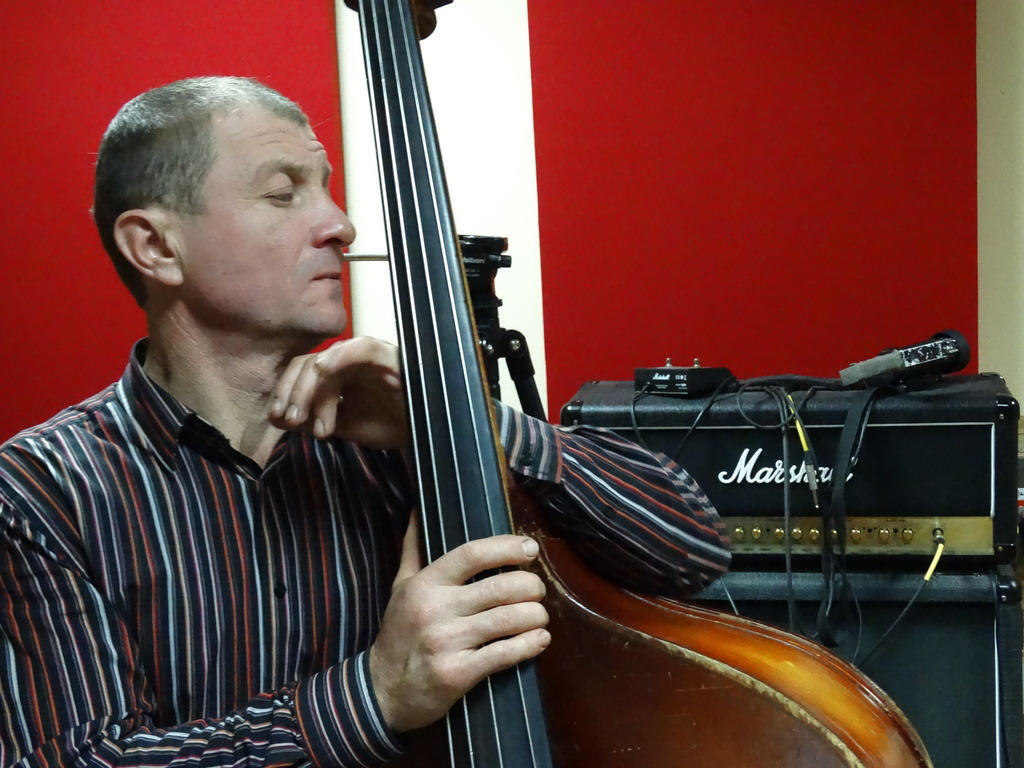
Олександр Шнайдер
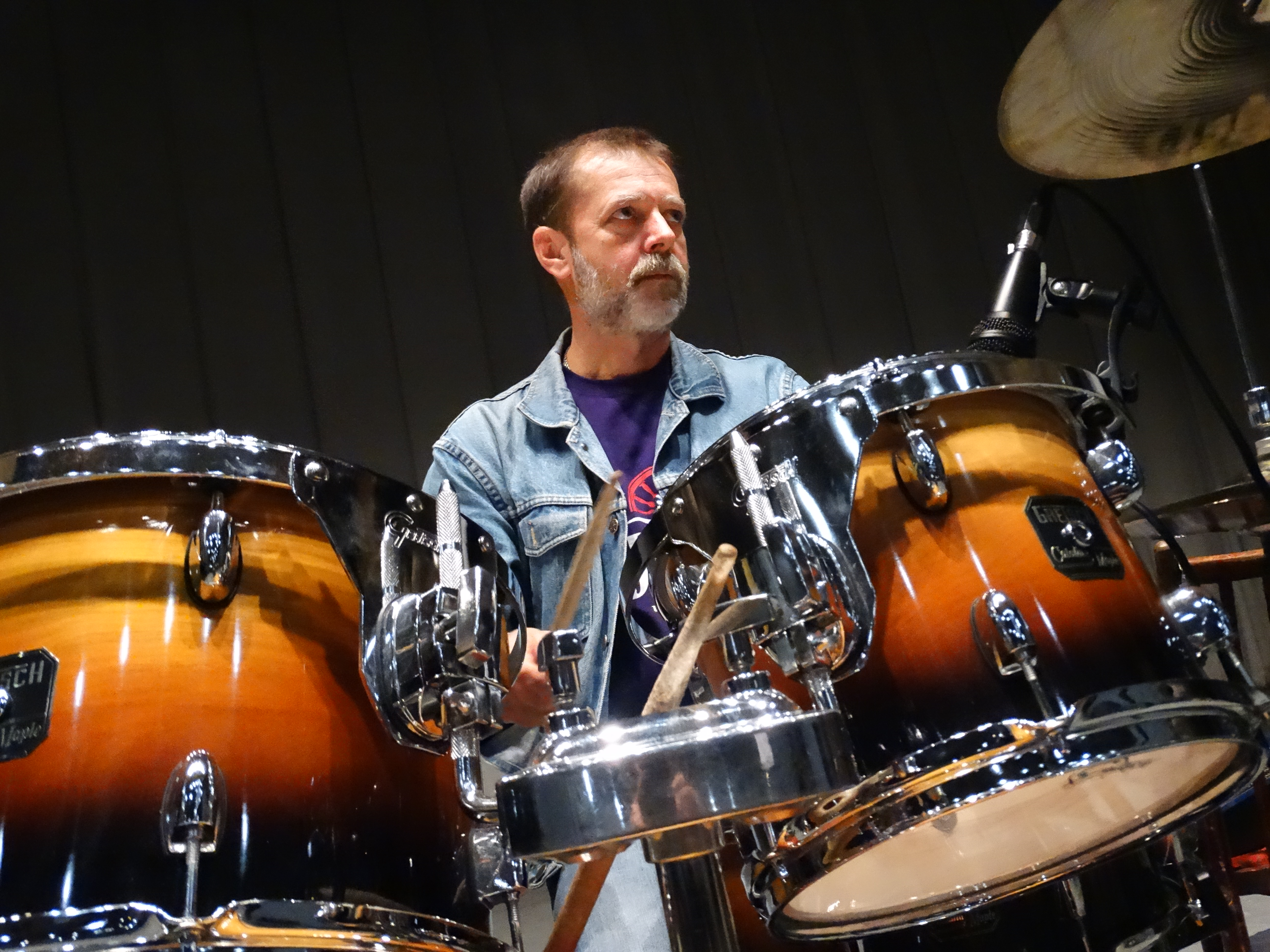
Олександр Черкашин

## Дискографія
|    | Дискографія                                    | рік випуску | Перевидання           |
| -- | ---------------------------------------------- | ----------- | --------------------- |
| 1  | We like funky-jazz, and You? CD                | 2005        | 2008, 2013, 2025 (LP) |
| 2  | Confirmation CD                                | 2006        | 2013                  |
| 3  | Джазовий альбом с прологом и епілогом CD       | 2007        | 2014                  |
| 4  | Remembering the Beatles CD                     | 2009        | 2013                  |
| 5  | Homage to Freddie Hubbard CD                   | 2009        | 2014                  |
| 6  | Latin Soul CD                                  | 2012        | 2013, 2014            |
| 7  | Поверни мені музику CD                         | 2014        |                       |
| 8  | The Best Of CD                                 | 2016        |                       |
| 9  | Контрапункт CD                                 | 2016        |                       |
| 10 | Greatest Hits CD                               | 2017        |                       |
| 11 | Cherkasy Jazz Quintet LP                       | 2018        |                       |
| 12 | Collection Of Ukrainian Jazz Vol. 1 jazz.ua LP | 2018        |                       |
| 13 | Cherkasy Jazz Quintet plays Chicago LP         | 2025        |                       |
| 14 | We Like Funky-Jazz, and You?... LP             | 2005        | 2025                  |